# 近親相姦被害者の国際組織
近親相姦被害者の国際組織（きんしんそうかんひがいしゃのこくさいそしき）または国際近親相姦被害の会（こくさいきんしんそうかんひがいのかい）は、フランスにある国際的な近親相姦被害を扱うことを目的としている組織。組織名はフランス語原文ではAssociation Internationale des Victimes de l'Incesteであり、略称はAIVIである。

## 沿革
2000年に結成され、フランスにおいて近親相姦という問題がごく身近に存在するということを訴えている。近親相姦被害を受けたという一人の人物が、当時は近親相姦被害の対応機関が何もないことに憤り、自分で組織を作り働きかけて変えていこうとしたものである。
フランスにおける近親相姦の発生率に関する調査も行っており、2009年1月にフランスの調査会社のIpsosと共同で931人を対象に調査を行い3%が近親相姦体験者という見積もりを出し、国民運動連合がこの調査を引用する形で近親相姦の違法化について働きかけを行った。この結果、客体が未成年者限定ではあるため、特に対象が増えたわけではないのだが、フランスで2010年にある種の近親相姦は違法化された。これは強姦や性的虐待の一部を未成年者に対する近親相姦行為として独立した刑罰と定義するものである。